# 平林車站 (大阪府)
平林車站（日语：／ Hirabayashi eki */?）是位於大阪府大阪市住之江區平林，由大阪市高速電氣軌道（大阪地下鐵）所經營的鐵路車站。本站是屬於自動導引中運量大眾運輸系統（新電車）的南港港城線的沿線車站，車站編號為P17。此站附近多分布著被稱為「準工業地域」的住商與工業混合區。

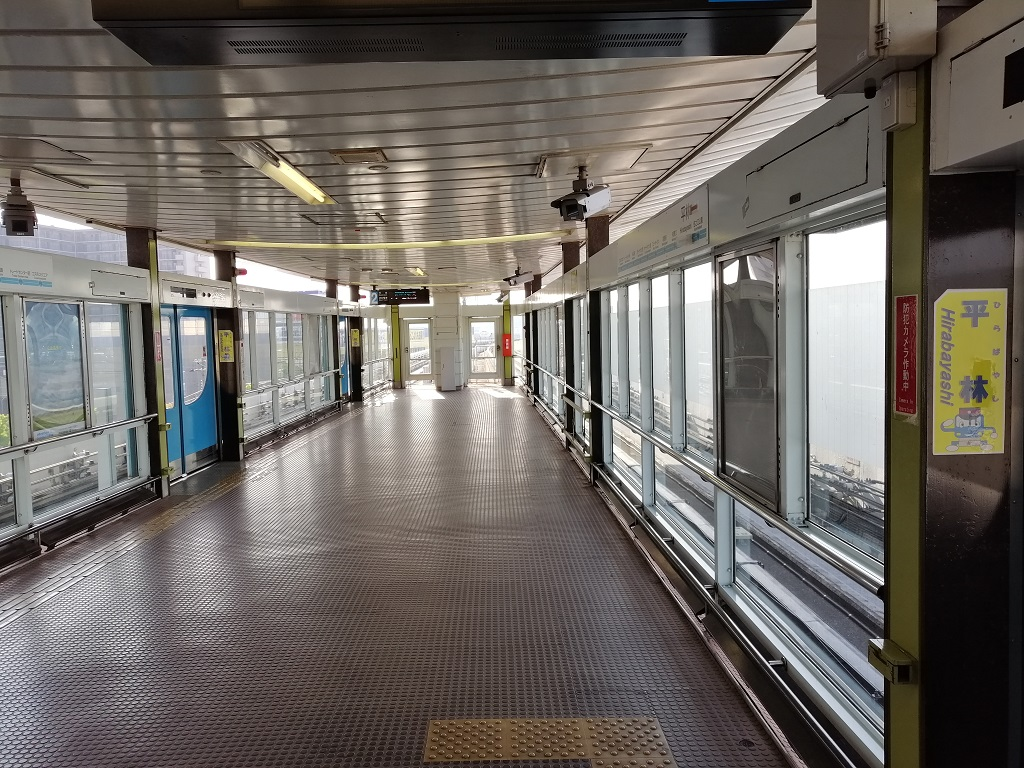
月台(2021年4月)

## 車站構造
本站採高架設計，車站本體設置在橫跨當地主要幹線道路住之江通的天橋上。中央走道與剪票口位於二樓，月台與路線區則位於三樓。車站唯一的驗票口設在往住之江公園的方向，並倚賴樓梯與位於車站南側的電梯通往地面。站內的月台採一座島式月台兩條乘車線的配置。

### 月台配置
| 月台 | 路線       | 目的地               |
| ---- | ---------- | -------------------- |
| 1    | 南港港城線 | 往住之江公園         |
| 2    | 南港港城線 | 中埠頭、宇宙廣場方向 |

## 利用狀況
2018年11月13日1日上下車人次為4,875人（上車人次：2,422人，下車人次：2,453人）。
| 年度   | 調查日   | 上車人次 | 下車人次 | 上下車人次 |
| ------ | -------- | -------- | -------- | ---------- |
| 1990年 | 11月06日 | 1,667    | 1,758    | 3,425      |
| 1995年 | 2月15日  | 1,756    | 1,788    | 3,544      |
| 1998年 | 11月10日 | 1,721    | 1,701    | 3,422      |
| 2007年 | 11月13日 | 2,142    | 2,162    | 4,304      |
| 2008年 | 11月11日 | 2,213    | 2,199    | 4,412      |
| 2009年 | 11月10日 | 2,247    | 2,311    | 4,558      |
| 2010年 | 11月09日 | 2,097    | 2,105    | 4,202      |
| 2011年 | 11月08日 | 2,177    | 2,179    | 4,356      |
| 2012年 | 11月13日 | 2,254    | 2,303    | 4,557      |
| 2013年 | 11月19日 | 2,336    | 2,382    | 4,718      |
| 2014年 | 11月11日 | 2,325    | 2,353    | 4,678      |
| 2015年 | 11月17日 | 2,558    | 2,628    | 5,186      |
| 2016年 | 11月08日 | 2,477    | 2,511    | 4,988      |
| 2017年 | 11月14日 | 2,615    | 2,632    | 5,247      |
| 2018年 | 11月13日 | 2,422    | 2,453    | 4,875      |

## 历史
- 1981年（昭和56年）3月16日 - 本站在南港港城線住之江公園～中埠頭路段通車的同時啟用。
- 2018年（平成30年）4月1日：大阪市交通局民營化，成立非上市公司大阪市高速電氣軌道經營原交通局所擁有的各路線，本站也隨之成為該公司旗下的車站。

## 相鄰車站
大阪市高速電氣軌道（大阪地下鐵）
 南港港城線（新電車）
南港口（P16）－平林（P17）－住之江公園（P18）

## 外部連結
- 車站Guide：平林 - Osaka Metro

34°36′38″N 135°27′31″E / 34.61056°N 135.45861°E